# Antoine Azzolin
Antoine Azzolin (17 settembre 2003) è uno sciatore alpino francese.

## Biografia
Sciatore polivalente attivo dal novembre del 2019, Azzolin ha esordito in Coppa Europa il 20 gennaio 2022 a Vaujany in slalom speciale, senza completare la gara, e ai Mondiali juniores di Sankt Anton am Arlberg 2023 ha vinto la medaglia di bronzo nella medesima specialità e a quelli di Alta Savoia 2024 ha conquistato la medaglia d'argento nella combinata a squadre; il 16 dicembre 2024 ha ottenuto a Obereggen in slalom speciale la prima vittoria, nonché primo podio, in Coppa Europa e ha debuttato in Coppa del Mondo il 23 dicembre seguente in alta Badia in slalom speciale, senza completare la prova. Non ha preso parte a rassegne olimpiche o iridate.

## Palmarès

### Mondiali juniores
- 2 medaglie:
  - 1 argento (combinata a squadre ad Alta Savoia 2024)
  - 1 bronzo (slalom speciale a Sankt Anton am Arlberg 2023)

### Coppa Europa
- Miglior piazzamento in classifica generale: 20º nel 2025
- 1 podio:
  - 1 vittoria

#### Coppa Europa - vittorie
| Data             | Località  | Paese  | Specialità |
| ---------------- | --------- | ------ | ---------- |
| 16 dicembre 2024 | Obereggen | Italia | SL         |

Legenda:

SL = slalom speciale

### Campionati francesi
- 1 medaglia:
  - 1 argento (combinata nel 2023)